# Беллиферритер
Беллиферритер (англ. Ballyferriter; ирл. Baile an Fheirtéaraigh, Бале-ан-Эртери) — деревня в Ирландии, находится в графстве Керри (провинция Манстер). Является частью Гэлтахта.
В Беллиферритере в здании школы 1875 года постройки располагается музей полуострова Дингл (ирл. Músaem Chorca Dhuibhne). В музее хранится архив подробного археологического обследования полуострова, проведенного в 1982-84 годах. В деревне находится католическая церковь Св. Винсента, построенная около 1865 года архитектором Дж. Дж. Маккарти (J.J. McCarthy).